# Robert Weber (gimnasta)
Robert Weber (29 de diciembre de 1985) es un deportista alemán que compitió en gimnasia artística. Ganó una medalla de plata en el Campeonato Europeo de Gimnasia Artística de 2008, en la prueba por equipos.

## Palmarés internacional
| Campeonato Europeo | Campeonato Europeo | Campeonato Europeo | Campeonato Europeo   |
| Año                | Lugar              | Medalla            | Prueba               |
| ------------------ | ------------------ | ------------------ | -------------------- |
| 2008               | Lausana ( Suiza)   | Medalla de plata   | Concurso por equipos |